# نهر إيوكانغا
إيوكانغا ((بالروسية: Иоканьга)‏) هو نهر يقع شمال شبه جزيرة كولا في مورمانسك أوبلاست في روسيا. يبلغ طوله 203كم، ومساحة حوضه 6020 كيلومتراً مربعاً. ينبع نهر إيوكانغا من بحيرة ألوزيرو ويتدفق ليصب في بحر بارنتس. أكبر روافده هو نهر سوخايا.
يشتهر نهر إيوكانغا بسمك السلمون، وجدت فيه بعض أكبر عينات السلمون الأطلسي في النهر.  بفعل تياره القوي والصخور الضخمة والعديد من برك السباحة، أصبح نهر إيوكانغا منطقة جاذبة وخلابة وكذلك صعبة في نفس الوقت. ويعتبر على نطاق واسع أحد أفضل الأنهار الروسية لصيد الأسماك. حتى وقت قريب كان الوصول إلى النهر مقتصراً على الروس فقط. الآن فتح المجال للصيادين الأجانب بالصيد فيه.

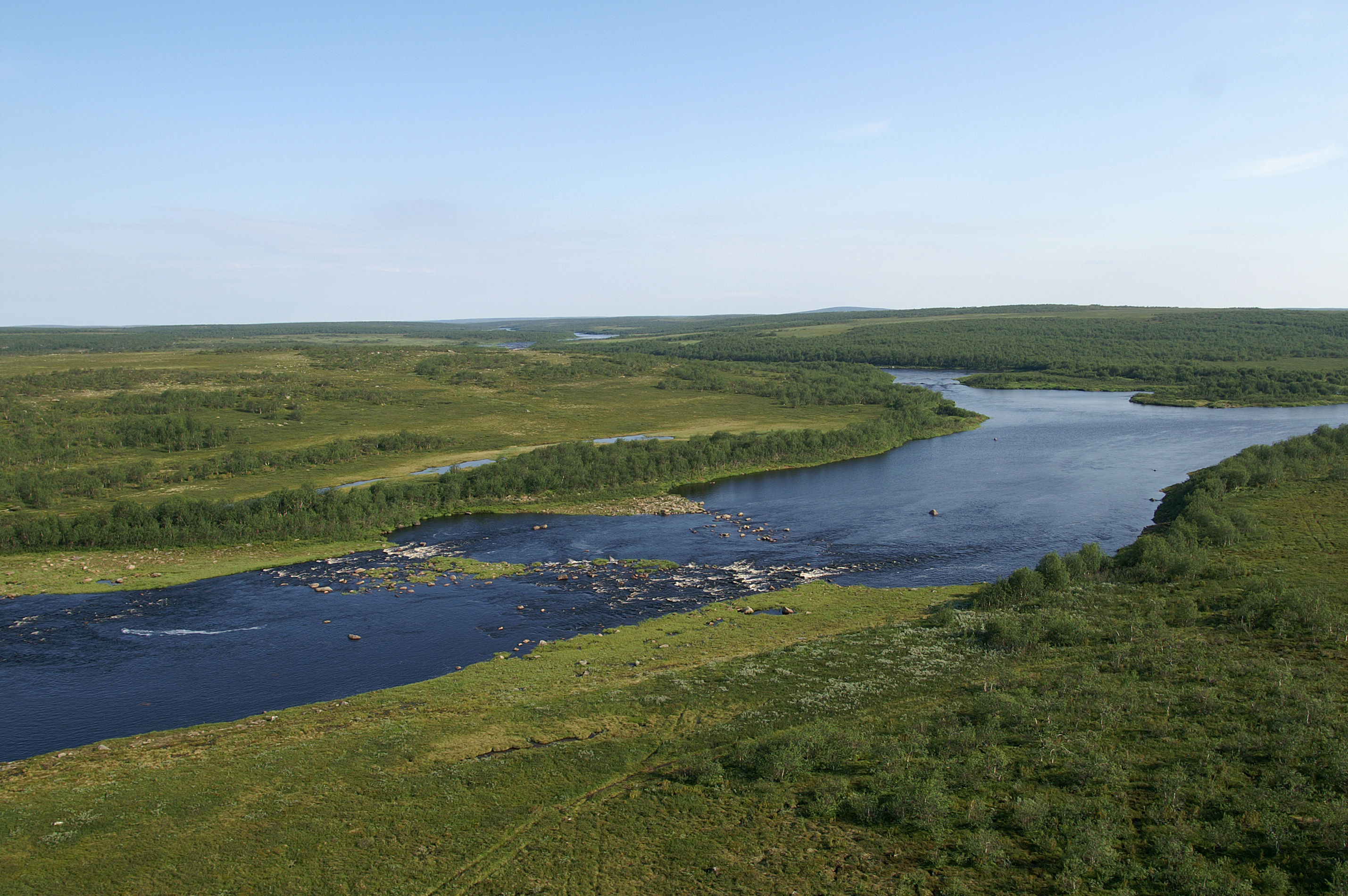
نهر إيوكانغا